# 麦生川
麦生川（むぎゅうかわ）は、埼玉県川越市を流れる普通河川。入間川支流。上流は古川排水路、古川排水とも称される。

## 概要
上流は古川排水路、下流は麦生川と呼ばれている。昭和期までは、上流部はもともと入間川の旧流路、下流部は旧荒川の流路であり、成り立ちが違うが、排水路としての機能を持たせ、現在は一つの河川となっている。なお古川排水路の灰俵沼から北西に向かう流路は人工の水路であり、灰俵沼か北東に向かって古川沼とつながる流路は古川という名称で、こちらが入間川の旧流路となっている。
古川排水路部分は県施行の川のまるごと再生プロジェクトで水路が再整備された。
入間川との合流点には洪水時に逆流しないよう右岸堤防に古谷樋管が設置されている。堤外地を流れ上江橋のやや南で入間川と合流している。旧荒川部分に洪水時に貯留することができるようになっており、川越グリーンパークのやや北側の入間川堤防に古谷上排水機場が設置されている。
地図では、川越運動公園より南を麦生川と表記する場合が多いが、実際の橋梁の欄干には古川排水と記されており、旧荒川だった部分までは古川排水で、旧荒川部分が麦生川と分類される。

## 支流
- 笹原排水路 - 笹原門樋（土木学会選奨土木遺産、川越市指定文化財）が合流地点付近に所在。

### 伊佐沼代用水路
伊佐沼代用水路は入間川に設けた菅間頭首工（取水堰）から伊佐沼へ送水する水路である。菅間揚水機場と分水工の間の約1.2kmを古川排水と共用している。

## 周辺
- 川越グリーンパーク - 荒川の新流路との間の袋状の地に造成された大規模団地
- 川越市立古谷小学校
- 川越運動公園
- 川越工業団地

## 橋梁
- 山王下橋
- 麦生橋
- 蔵根橋
- 蔵根新橋
- 江遠島上江橋